# Jürgen Dehmel
Jürgen Dehmel (* 12. August 1958 in Berlin) ist ein deutscher Musiker und Songwriter, der in den 1980er-Jahren als Bassist der Band Nena bekannt wurde.

## Leben und Karriere
Jürgen Dehmel war zunächst gemeinsam mit Uwe Fahrenkrog-Petersen, den er bei einer gemeinsamen Arbeit als Verkäufer kennenlernte, Mitglied in einer kurzlebigen Gruppe namens Odessa. Dehmel formierte sich um das Jahr 1982 in West-Berlin mit den anderen vier Mitgliedern Fahrenkrog-Petersen, Gabriele Susanne Kerner alias Nena, Carlo Karges und Rolf Brendel zur Musikgruppe Nena. Fahrenkrog-Petersen hatte zuvor Dehmel den anderen Bandmitgliedern empfohlen. Die Band feierte in den folgenden Jahren zahlreiche Erfolge und Dehmel blieb bis zu ihrer Auflösung 1986 Mitglied.
Dehmel setzte auch nach dem Ende der Band seine Zusammenarbeit mit einem Teil der ehemaligen Mitglieder fort. So schrieb er für Nenas 1989 erschienenes Album Wunder gescheh’n an etwa der Hälfte der Lieder – darunter auch dem titelgebenden Lied – mit. Er war auch Co-Produzent von Fahrenkrog-Petersens erstem Album Atlantis (Terra X) aus dem Jahr 1988. Seit 2017 ist er Bassist der Berliner Rockgruppe Zwanzich15.